# Philadelphus lasiogynus
Philadelphus lasiogynus är en hortensiaväxtart som beskrevs av Takenoshin Nakai. Philadelphus lasiogynus ingår i släktet schersminer, och familjen hortensiaväxter. Inga underarter finns listade i Catalogue of Life.